# Flodilder
Flodilderen eller den europæiske mink (Mustela lutreola) er et dyr i mårfamilien under rovdyrene.